# Steve Reese (labdarúgó)
Steve Reese (Salem, Oregon, 1980. október 8. –) amerikai labdarúgó és labdarúgóedző, 2015 és 2019 között a Portland Timbers 2 edzőhelyettese.

## Játékosként

### Egyetemi
A South Salem High Schoolban érettségizett, majd a Western Baptist College-re (ma Corban Egyetem) járt, ahol 2000-ben a labdarúgócsapat játékosa volt. 1997 és 1999 között három szezonig a USISL-beli Cascade Surge tagja volt.

### Profi
2000-ben a román Superliga-beli FCM Bacăuhoz szerződött, akik 2002-ben kölcsönadták a harmadosztályú CS Aerostar Bacăunak. A Wight-szigeten edzett.
2004-ben visszatért az USA-ba, és több hetet töltött felkészüléssel az MLS-beli MetroStarsnál; egy előszezoni mérkőzésen játszott, de nem szerződtették le. Az év hátralévő részét a Portland Timbersnél töltötte. 2006-ban a Cascade Surge-ben játszott, majd 2007. május 23-án a Portland Timbers szerződtette; 2008-ig a csapat tagja maradt, de nem lépett pályára. 2008 novemberében a mexikói Monterrey La Razához szerződött.
2009-ben visszatért a Cascade Surge-höz, de az a szezon végén megszűnt, ezért 2010 novemberében a Kitsap Pumas játékosa lett.

## Edzőként
2006-ban az Oregon State Beavers női labdarúgócsapatának kapusedzője, 2008-ban pedig a Concordia Cavaliers férfi labdarúgóinak edzőhelyettese lett. Dolgozott az oregoni olimpikon-felkészítési csapattal is.

## Fordítás
- Ez a szócikk részben vagy egészben  a   Steve Reese című angol Wikipédia-szócikk ezen változatának fordításán alapul.  Az eredeti cikk szerkesztőit annak laptörténete sorolja fel. Ez a jelzés csupán a megfogalmazás eredetét és a szerzői jogokat jelzi, nem szolgál a cikkben szereplő információk forrásmegjelöléseként.